# Circonscription de Tej
La circonscription de Tej est une des 177 circonscriptions législatives de l'État fédéré Oromia, elle se situe dans la Zone Sud-ouest Shoa. Son représentant actuel est Yusef Fita Tesema.